# Oss fiender emellan
Oss fiender emellan (italienska: I due nemici) är en italiensk-amerikansk krigsfilm från 1961 i regi av Guy Hamilton.

## Handling
Under ökenkriget i Abessinien 1941 växlar den italienske kaptenen Blasi och den brittiske majoren Richardson mellan att vara bittra fiender eller bästa vänner beroende på omständigheterna.

## Rollista i urval
- David Niven - major Richardson
- Alberto Sordi - kapten Blasi
- Michael Wilding - löjtnant Burke
- Harry Andrews - kapten Rootes
- Noel Harrison - löjtnant Hilary
- Ronald Fraser - prefekten
- Bernard Cribbins - menige Tanner
- Michael Trubshawe - överste Brownlow
- David Opatoshu - Bernasconi
- Amedeo Nazzari - major Fornari
- Aldo Giuffrè - sergeant Todini
- Tiberio Mitri - menige Moccia